# Rotbauchiger Laubschnellkäfer

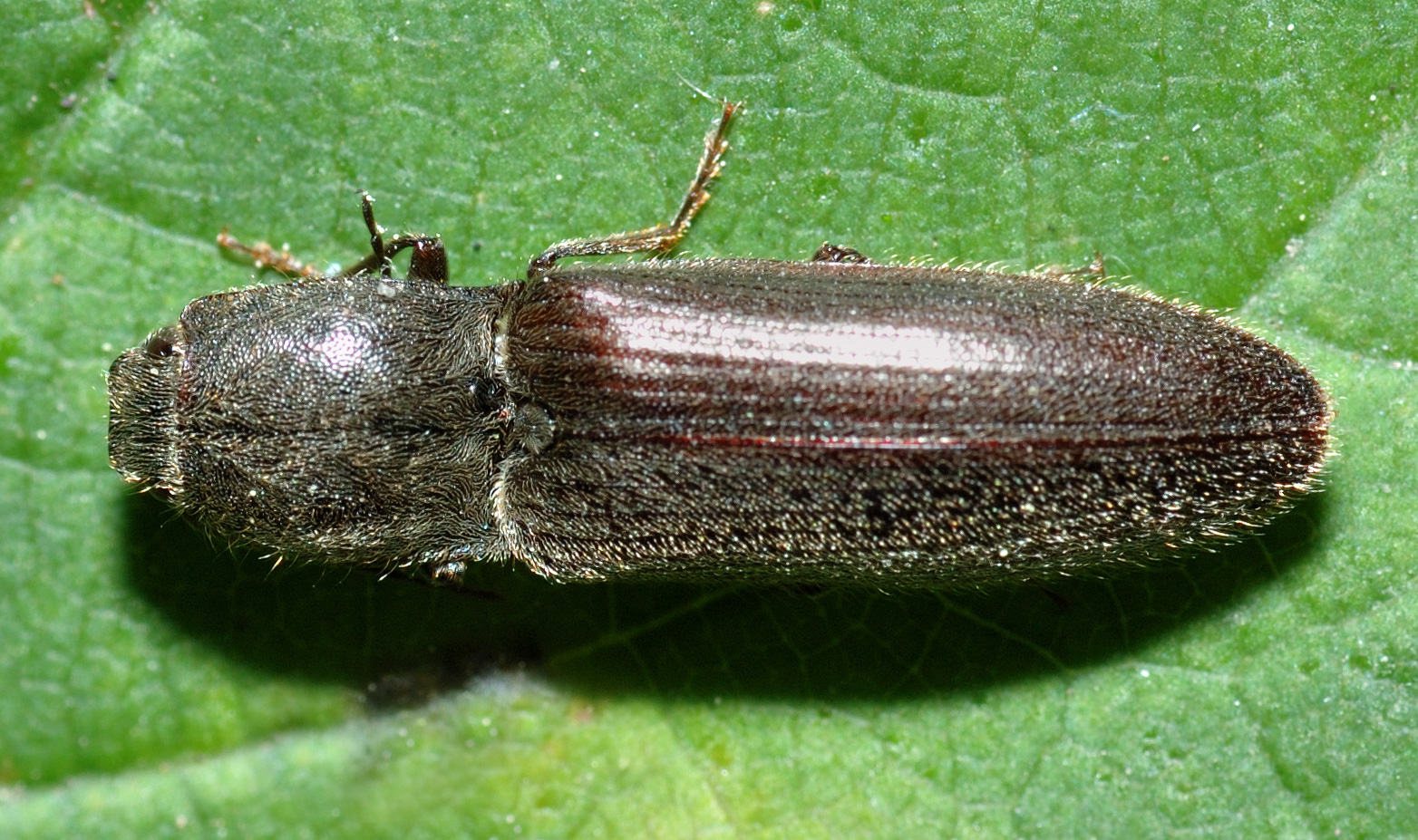
Dorsalansicht

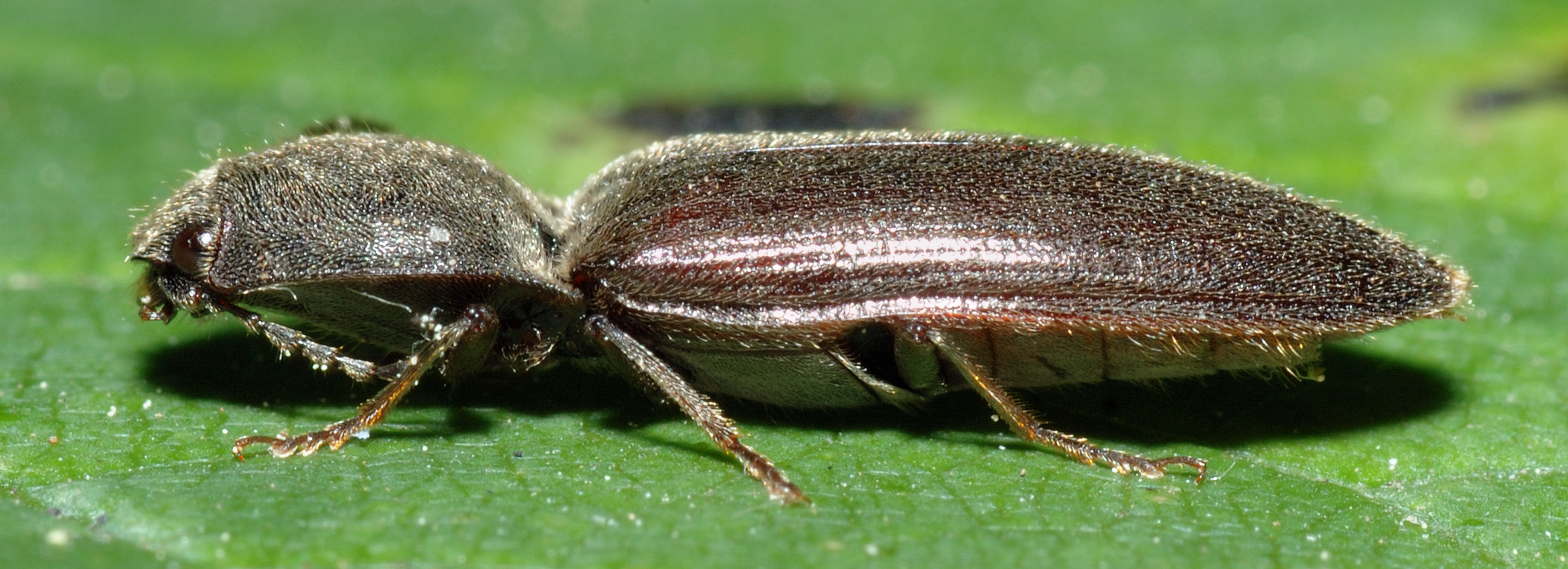
Seitenansicht

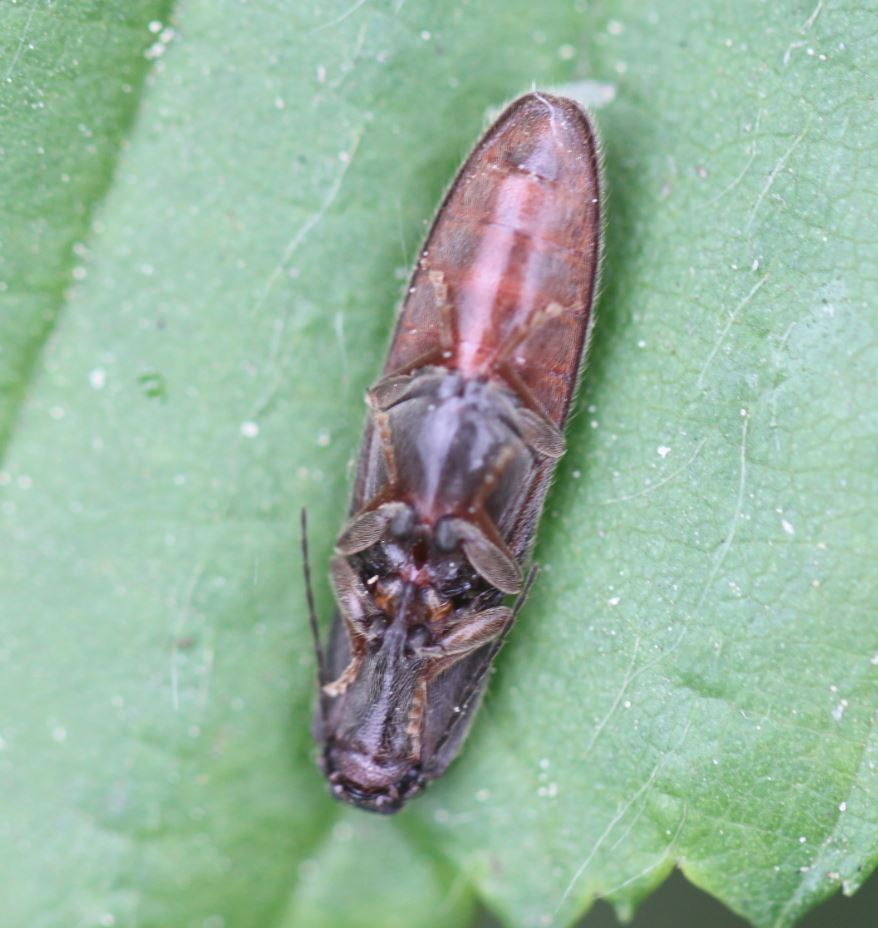
Ventralansicht

Der Rotbauchige Laubschnellkäfer (Athous haemorrhoidalis) ist ein Käfer aus der Familie der Schnellkäfer (Elateridae).

## Merkmale
Die Käfer werden 9,5 bis 15 Millimeter lang und haben einen dunkelbraun gefärbten Körper. Die Deckflügel sind dabei meist etwas heller gefärbt und tragen gelegentlich je einen hellen Fleck. Die Deckflügel sind leicht längsgerillt, die Zwischenräume sind fein punktförmig strukturiert. Die Sternite des Hinterleibs sind entweder komplett oder nur am Rand rostbraun gefärbt. Die Oberseite des Körpers ist eng anliegend silbern oder rostig-grau behaart. Der Halsschild ist länger als breit, seine Seitenränder sind leicht gekrümmt. Die breiten Hinterecken besitzen keinen Kiel. Entlang der Mitte des Halsschildes verläuft eine sehr feine Furche bis zur Mitte oder dem Vorderrand. Die kurzen Fühler sind dunkelbraun und reichen bei den Weibchen nicht bis an die Hinterecken des Halsschildes, beim Männchen reichen sie ein halbes Glied darüber. Die Beine sind braunrot gefärbt, das dritte Tarsenglied ist unterseits lappig erweitert.

## Ähnliche Arten
Insbesondere kleinere Tiere sind morphologisch manchmal schwierig vom ebenfalls häufigen Athous vittatus zu unterscheiden.

## Vorkommen und Lebensweise
Die Tiere kommen in Europa, nördlich bis nach Zentralfennoskandien vor. Östlich erstreckt sich die Verbreitung über Klein- und Vorderasien bis nach Sibirien. Die Art ist auch auf den Britischen Inseln heimisch. Sie bewohnt Wiesen, Weiden, Wälder, Felder und auch Gärten. Man findet die Tiere auf Büschen und Bäumen, besonders am Waldrand. Sie sind sehr häufig und gehören zu den häufigsten Schnellkäferarten Mitteleuropas. Die Weibchen legen ihre Eier oberflächlich an Wurzeln im Boden ab. Die Larven entwickeln sich an diesen und können mitunter auch als Schädlinge auftreten. Die Überwinterung findet als junge Imago statt.